# Uniporodrilus scirpiculus
Uniporodrilus scirpiculus är en ringmaskart som först beskrevs av Erséus 1985.  Uniporodrilus scirpiculus ingår i släktet Uniporodrilus och familjen glattmaskar. Inga underarter finns listade i Catalogue of Life.